# تولنزه
تولنزه (به انگلیسی: Tollense) رودخانه‌ای است که در آلمان جریان دارد.